# 山橋村
山橋村（やまはしむら）は福島県石川郡にかつて存在した村である。

## 地理
- 現在の石川町の南部に位置する。
- 阿武隈高地に位置し、村域は山がちな地形になっている。
- 村内は阿武隈川の支流が流れる。

## 歴史

### 村域の変遷
- 1889年（明治22年）4月1日 - 町村制施行により、山形村・板橋村・南山形村・北山形村・山白石村が合併し石川郡山橋村が発足。
- 1893年（明治26年）2月3日 - 山橋村の一部（山白石）が分立し山白石村が発足。
- 1955年（昭和30年）3月31日 - 山橋村と石川町・沢田村・野木沢村・母畑村・中谷村が合併し石川町が発足。山橋村は消滅。

変遷表
| 1868年 以前 | 1868年 以前 | 明治22年 4月1日 | 明治26年 2月3日 | 昭和29年 10月1日 | 昭和30年 3月31日 | 現在   |
| ----------- | ----------- | --------------- | --------------- | ---------------- | ---------------- | ------ |
|             | 山形村      | 山橋村          | 山橋村          | 山橋村           | 石川町           | 石川町 |
|             | 板橋村      | 山橋村          | 山橋村          | 山橋村           | 石川町           | 石川町 |
|             | 南山形村    | 山橋村          | 山橋村          | 山橋村           | 石川町           | 石川町 |
|             | 北山形村    | 山橋村          | 山橋村          | 山橋村           | 石川町           | 石川町 |
|             | 山白石村    | 山橋村          | 山白石村 分立   | 浅川町           | 浅川町           | 浅川町 |

## 大字
- 山形（やまがた）
- 板橋（いたばし）
- 南山形（みなみやまがた）
- 北山形（きたやまがた）

## 人口・世帯
※明治26年までは山白石村の分も含む。

### 人口
総数 [単位： 人]
| 1889年（明治22年） | 2,659 |
| 1920年（大正 9年） | 2,525 |
| 1947年（昭和22年） | 2,715 |

### 世帯
総数 [単位： 世帯]
| 1920年（大正 9年） | 419 |
| 1947年（昭和22年） | 451 |

## 交通

### 道路
- 二級国道
  - 国道118号